# Otto Siemer
Otto Siemer (* 4. August 1898 in Oldenburg; † 30. November 1972 in Hamburg) war ein deutscher Journalist.

## Leben
Im Ersten Weltkrieg war Siemer Leutnant. Nach dem Krieg studierte er Nationalökonomie in Kiel, Berlin und Hamburg.  Siemer arbeitete dann als Redakteur des Hamburger Fremdenblattes. Nach 1945 war Siemer Redakteur in der Zeitung Die Welt. 1948 kam er zum Hamburger Abendblatt und füllte dort von 1952 bis 1965 den Posten des Chefredakteurs aus.
Er war der Sohn von Carolus Augustus Siemer und Emma Lucia Hermine Lange. Er war verheiratet mit Grete Goldmann, hatte mit ihr zwei Töchter, Karin und Ruth, und einen Sohn, Gerd. Zu seinem Tode hielt Axel Springer die Grabrede.